# Озеро Щучье (заказник)
Озеро Щучье — государственный природный заказник регионального значения, расположенный в Курортном районе Санкт-Петербурга на территории посёлка Комарово и города Зеленогорск. Заказник был создан 18 января 2011 г. для сохранения массива таёжных лесов, комплекса водно-ледниковых форм рельефа, сохранения и восстановления биологического и ландшафтного разнообразия, а также создания условий для изучения естественных процессов в природных комплексах и экологического просвещения и развития экологического туризма. Он является второй по площади и первой по доле таёжных лесов особо охраняемой природной территорией Санкт-Петербурга. На территории заказника часто отдыхают жители Санкт-Петербурга.
Ориентировочные границы заказника «Озеро Щучье» проходят по просекам лесных кварталов Комаровского и Молодёжного лесничеств, на северо-востоке совпадая с границей Санкт-Петербурга и Ленинградской области.
В состав заказника, площадь которого составляет 1157 га, входит крупнейший в пределах Санкт-Петербурга елово-сосновый таёжный массив, в котором особую ценность представляют участки старовозрастных еловых лесов. В одном километре от Щучьего озера находится Комаровский некрополь. На мысе «Весёлый» располагается бывшая дача с мемориальной комнатой академика Петрова Н. Н., основателя института онкологии в п. Песочный.

## История
О доисторическом прошлом территории заказника достоверных сведений нет, так как специальных археологических исследований здесь не проводилось. В начале второго тысячелетия н. э. она принадлежала прибалтийско-финскому племени корелы. С конца XIII в. эти земли входили в состав Шведского королевства. Ещё в период шведского господства эта территория получила особый охранный статус. Здесь находился коронный парк Хауки-Ярви (фин. Haukĳärvi, в переводе с фин. — «щучье озеро»), принадлежавший королевской казне. Леса в то время использовались в основном для охоты, что предотвратило их сведение под сельскохозяйственные угодья.
После присоединения территории к Российской империи по Ништадскому миру (1721) лесные угодья окрестностей Терийоки (совр. Зеленогорск) также в основном оставались в собственности казны, что препятствовало незаконным рубкам. В XIX—XX веках в районе современного заказника «Озеро Щучье» были построены дачи и базы отдыха, проложены дороги и линия электропередач, проведены работы по осушению болот. Несмотря на хозяйственное освоение местности, уникальные природные комплексы заказника не претерпели значительных изменений: его хвойные леса и болота остаются мало нарушенными и изобилуют редкими и охраняемыми видами растений и животных. По состоянию на 1951 год озеро было очень рыбное. Водились в основном щука золотистая и янтарная, плотва, форель.
Уровень воды в Щучьем озере до 1917 года регулировался небольшой плотиной на Щучьем ручье, регулировкой занимались проживавшие тогда на этой территории финны, имевшие большой опыт по сохранению озёрных рыбных запасов и здоровых условий произрастания леса по берегам.
В СССР леса вошли в 1-ю группу, что исключало сплошные рубки и иное их использование. Расположенная в посёлке Ильичёво база института ГГИ использовала эти территории как научно-исследовательский полигон для гидрологических и других географических исследований.

## Физико-географическая характеристика

### Рельеф

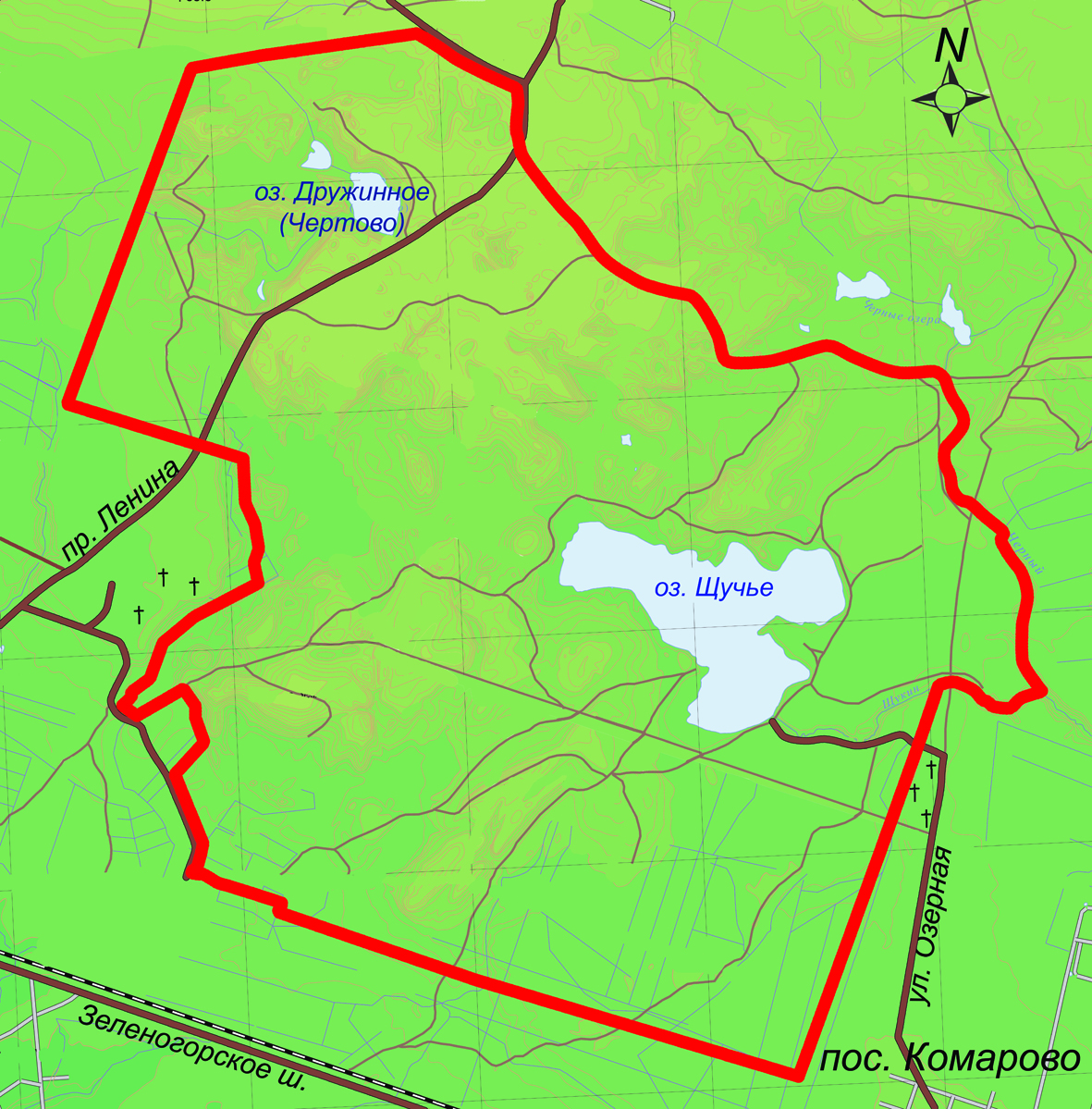
Карта заказника

Рельеф заказника представлен террасированными ледниково-озёрными равнинами, камовыми холмами и котловинами. Абсолютные высоты колеблются от 30 до 65 м над уровнем моря. Равнины повышаются с юга на север и подразделяются на два уровня террас. Нижняя терраса расположена на высотах 30—45 м и расположена к югу и востоку от озера Щучье, а также присутствует в виде небольших участков к юго-востоку от Зеленогорского кладбища и к западу от шоссе Зеленогорск—Симагино. Её поверхность слабоволнистая, иногда почти плоская. На ней залегают торфяники мощностью более 2 м. Верхняя терраса расположена к востоку, юго-востоку и югу от озера Дружинное на высотах 60—65 м. Она имеет слабоволнистую хорошо дренированную поверхность, которая расчленена вытянутыми и треугольными термокарстовыми котловинами, глубина которых достигает до 15 м, а крутизна — до 25°.
Камы представлены скоплениями округлых и вытянутых песчаных холмов, перемежающимися с замкнутыми и полузамкнутыми котловинами и ложбинами термокарстового происхождения. Наиболее выражены они к северу, западу и юго-западу от озера Щучье и к западу и северо-востоку от озера Дружинное. Камовые холмы здесь имеют относительную высоту до 25 м. Самый высокий из них — гора Земляничная (Серенада) на юго-западе заказника высотой около 62 м над уровнем моря. Самые глубокие межкамовые котловины были заняты озёрами, но за последние тысячи лет большая их часть превратилась в торфяники. Не заросли лишь озера Щучье, Дружинное и два небольших безымянных озера: в 100 м к северо-западу от Дружинного и озерцо посреди болота в глубокой межкамовой котловине к северу от Щучьего.
Эрозионные формы рельефа представлены слабо, в основном долинами небольших ручьёв не более 5 м глубиной и 50 м шириной. На днищах долин имеется фрагментарная, как правило заторфованная, пойма. Возможно, к эрозионным формам относятся неглубокие ложбины до 250 м длиной в камовом массиве к западу от Дружинного озера. Антропогенные формы рельефа представлены насыпями автомобильных дорог, небольшими заброшенными песчаными карьерами, обводнёнными торфяными выемками и крупной рекультивированной свалкой к юго-западу от озера Дружинное.

### Геологическое строение
Территория заказника расположена на северо-западной окраине Русской плиты на границе с Балтийским кристаллическим щитом. Основание щита представлено нижнепротерозойскими мигматизированными гнейсами, залегающими на глубине 100—120 м. На нём расположены осадочные вендские отложения общей мощностью до 80 м. Вендская система представлена более глубокой старорусской и более поверхностной котлинской свитами. Вендские отложения на поверхность не выходят, будучи покрытыми четвертичными. Последние залегают на территории заказника сплошным покровом и имеют мощность до 40 м. Нижние слои образованы среднеплейстоценовыми днепровскими (мощностью до 2—3 м) и московскими (мощностью более 4 м) моренами из валунных суглинков и межморенных водно-ледниковых песков и ленточных озёрно-ледниковых глин. Основную мощность ледниковых отложений составляют пылеватыми и опесчаненными супесями и суглинками с гравием, галькой и валунами, относящимися к лужской стадии валдайского оледенения. Морена в пределах заказника залегает на глубине 20—25 м, и на поверхность не выходят. Верхние слои образованы отложениями Балтийского ледникового озера, внутриледниковых озёр и болотными отложениями. На ледниково-озёрных террасах почвообразуюшимися являются верхнеплейстоценовые ледниково-озёрные отложения из слоистых песков разной крупности. Камовые холмы и гряды сложены отложениями внутриледниковых озёр из тонкозернистых и разнозернистых песков в основном с выраженной слоистостью. В отличие от многих других территорий Карельского перешейка, в песках ледниково-озёрных террас и камовых холмов заказника практически отсутствуют галька и щебень. Болотные отложения заполняют глубокие межкамовые котловины. Мощность торфа в них составляет от десятков сантиметров до нескольких метров. Большинство торфяников заказника подвергались осушению в XX в.

### Климат
Климат заказника является переходным от континентального к морскому. Для него характерны относительно мягкая зима и умеренно тёплое влажное лето, высокая относительная влажность воздуха, ветренная погода и высокая облачность. Среднемесячная температура воздуха от −8,7° в феврале до 16,8° в июле. В течение года преобладают ветры юго-западной четверти. Они наиболее выражены с сентября по март. С мая по август часто наблюдаются северные ветры.

### Поверхностные воды

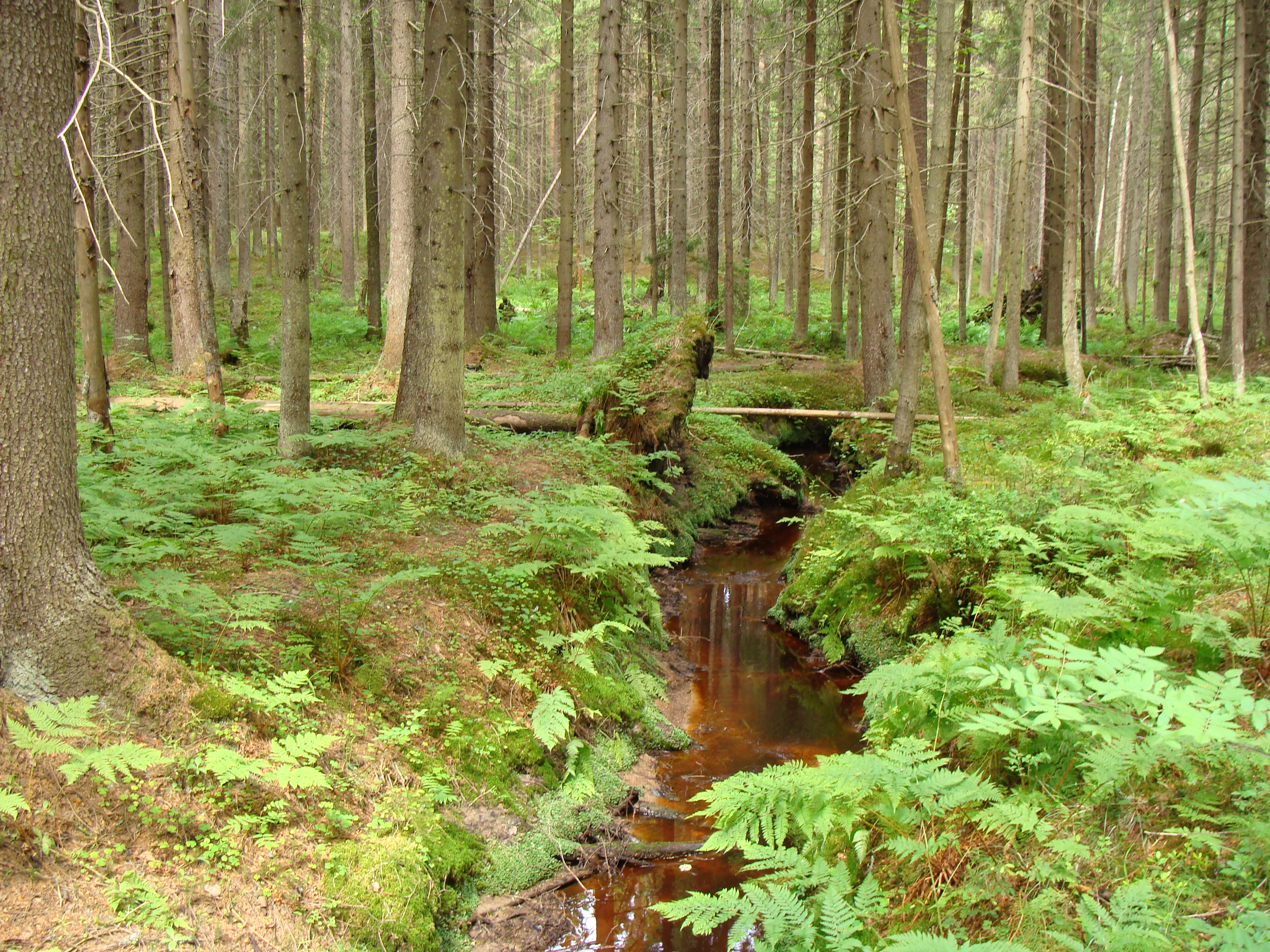
Щучий ручей

Заказник относится к водосборному бассейну Финского залива. Его водотоки представлены мелкими ручьями, которые впадают либо в реку Сестра (Щукин, Чёрный), либо в Финский залив (Зеленогорский и неназванные ручьи). Русла ручьёв канализированы, в них выведены дренажные канавы, проведённые в XX в. для осушения болот. Врез долин ручьёв не более 5 м.
Самое крупное озеро — Щучье. Оно достигает длины более 1 км, площади зеркала 0,53 км² и площади водосбора 2,6 км². Его глубины составляют в среднем 2—2,5 м, а максимальная глубина — 2,9 м. Из-за мелководности на значительном протяжении берега зарастают травяно-сфагновой сплавиной, наиболее выраженной в северо-западном и юго-западном плёсах озера. Второе крупное озеро — Дружинное (Чёртово). Оно имеет овальную форму и достигает длины около 300 м, ширину около 200 м и площадь около 0,05 км². Оно занимает глубокую межкамовую котловину и окружено крутыми песчаными склонами 15—20 м высотой. Глубина озера в центре достигает 11 м. В 100 м к северо-западу от Дружинного имеется меньшее озеро, площадью 0,01 км² и глубиной 7 м. Оно почти полностью окружено торфяниками и соединено с Дружинным канализированным ручьём. В межкамовой бессточной котловине севернее озера Щучье расположено ещё одно мелкое зарастающее озеро, достигающее до 80 м шириной и 10 м глубиной. Остальные водоёмы заказника представлены прямоугольными торфяными выемками на юго-западе территории.

## Флора и фауна

### Флора и растительность
Согласно геоботаническому районированию, территория заказника относится к Балтийско-Ладожскому округу Кольско-Карельской подпровинции Североевропейской таёжной провинции. Для неё характерно преобладание сосновых и еловых лесов, причём сосняки занимают верхние части камовых холмов, а еловые леса расположены на более выположенных холмах, склонах и в понижениях. На террасах с бедными песчаными почвами характерны сосняки со значительной примесью берёзы. Во многих местах сосны растут на территории еловых лесов после пожаров, но с течением времени ель снова проникает в верхний ярус этих лесов. На осушённых мезотрофных и мезоэвтрофных болотах, гарях и вырубках хвойных лесов и на заброшенных сельскохозяйственных угодьях произрастают различные типы березняков. В межкамовых понижениях располагаются неосушённые, преимущественно верховые, болота, а для западного и юго-западного заливов Щучьего озера характерны переходные болота-сплавины. Водная растительность характеризуется малым разнообразием и представлена сосудистыми растениями-гидрофитами с плавающими на поверхности листьями (кубышка жёлтая, кувшинка снежно-белая).
Во флоре сосудистых растений заказника зарегистрировано 397 видов из 239 родов и 78 семейств, в том числе 40 видов-интродуцентов. Среди них 5 видов хвощей, 5 видов плаунов, 9 видов папоротников, 4 вида голосеменных и 374 вида цветковых. Наиболее многочиленныыми семействами являются астровые (45 видов), злаки (35 видов), розовые (35 видов) и осоковые (31 вид). 16 видов занесено в Красные книги разных уровней. Зимолюбка зонтичная, жимолость голубая и полушник озёрный занесены к Красную книгу Санкт-Петербурга. Последний занесён также в Красную книгу России.
Мохообразные представлены 138 видами, в том числе 32 вида и одна разновидность печёночников и 1 вид антоцеротовых (Феоцерос каролинский (Phaeoceros carolinianus)) и 105 видов мхов. 8 видов — Сrossocalyx hellerianus, Nowellia curvifolia, Phaeoceros carolinianus, Drepanocladus longifolius, Hylocomiastrum umbratum, Mnium hornum, Sphagnum palustre и S. tenellum — занесены в Красную книгу Санкт-Петербурга.
Среди лишайников заказника известно 204 вида, из которых 6 (Cetrariella delisei, Chaenotheca stemonea, Cladonia norvegica, C. squamosa, C. stellaris и Mycoblastus sanguinarius) занесены в Красную книгу Санкт-Петербурга.
На территории заказника выявлено 65 видов афиллофороидных и гетеробазидиальных макромицетов, 2 из которых занесены в красную книгу Санкт-Петербурга и Красную книгу России — Sparassis crispa и Ganoderma lucidum. Ещё 6 видов из других групп макромицетов — Entoloma nitidum, Geastrum pectinatum, Lactarius lignyotus, Leucocortinarius bulbiger, Phaeocollybia jennyae и Russula drimeia — занесены в Красную книгу Санкт-Петербурга.

### Фауна
Ихтиофауна озера Щучье характеризуется незначительным разнообразием и представлена речным окунем, плотвой, обыкновенным ершом и верховкой. Кроме того, летом 2012 г. был обнаружен один экземпляр мёртвой щуки.
Герпетофауна заказника включает 4 вида земноводных и 3 вид пресмыкающихся: обыкновенного тритона, остромордую и травяную лягушек, серую жабу, колхидскую веретеницу, живородящую ящерицу и обыкновенную гадюку.
Птицы заказника представлены 86 видами. Из них в Красную книгу Санкт-Петербурга занесено 12 видов: обыкновенная пустельга, чеглок, дербник, глухарь, рябчик, серая и длиннохвостая неясыти, чёрный, зелёный, малый пёстрый и трёхпалый дятлы и жулан.
Из млекопитающих в заказнике обитают 3 вида насекомоядных (обыкновенный крот, обыкновенная и малая бурозубки), 7 видов рукокрылых (двухцветный кожан, северный кожанок, водяная ночница, прудовая ночница, ночница Брандта, бурый ушан и рыжая вечерница), заяц-беляк, 10 видов грызунов (обыкновенная летяга, обыкновенная белка, канадский бобр, ондатра, рыжая полёвка, восточноевропейская полёвка, полевая, желтогорлая и лесная мыши и серая крыса), 6 видов хищных (обыкновенная лисица, бурый медведь, лесная куница, ласка, горностай и лесной хорёк) и 3 вида парнокопытных (кабан, лось и европейская косуля). В Красную книгу Санкт-Петербурга занесены все виды рукокрылых, кроме северного кожанка, обыкновенная летяга и европейская косуля

## Режим особой охраны
На территории заказника запрещается строительство зданий, не связанное с обеспечением деятельности заказника, ведение садоводства и дачного хозяйства вне предназначенных земельных участков, добыча полезных ископаемых, деятельность, влекущая изменение гидрологического режима, загрязнение почв и вод, применение минеральных удобрений и ядохимикатов, нарушение почвенного покрова, рубка деревьев, сбор растений и их частей, уничтожение животных и разрушение их мест обитания, разведение костров, движение и стоянка транспортных средств без согласования с дирекцией заказника, а также движение и стоянка моторных плавательных средств, расширение дорог, выпуск животных, выгул, выпас и прогон сельскохозяйственных и других домашних животных, беспокойство птиц и нарушение тишины с 15 апреля по 15 июля, а также повреждение объектов инфраструктуры заказника.

## Благоустройство
Местная администрация посёлка Комарово выступила инициатором и заказчиком по проектированию благоустройства и озеленения территории по адресу: посёлок Комарово, юго-восточная часть побережья озера Щучье.
Задачи, решаемые в проекте, — это упорядочение зоны отдыха с целью сохранения уникального природного ландшафта. Проектом предусматриваются следующие мероприятия:
- Увеличение ширины проезжей части от 3,0 м до 3,5 м с устройством твёрдого асфальтированного покрытия на протяжении около 210 м.
- Устройство искусственных препятствий для движения легковых автомобилей из набросок натурального камня диаметром 500—700 мм.
- Организация временных парковок автотранспорта с асфальтировкой и сохранением существующих зелёных насаждений.
- Устройство тротуаров вдоль проездов для повышения безопасности пешеходов.
- Устройство прогулочной дорожки в западном направлении, которая является фрагментом «тропы здоровья» вдоль берега озера и дороги на Щучье озеро.
- Устройство прогулочной дорожки в северной части участка для упорядочения движения отдыхающих в береговой зоне, соединённой подходами к парковкам автотранспорта.
- Создание специально оборудованных площадок для отдыха и спорта различных групп отдыхающих.
- Сохранение существующих зелёных насаждений.
- Посадка новых кустарников как визуальных и экологических барьеров, ландшафтных акцентов. Создание декоративных композиций с применением натурального камня и многолетних цветов.
- Установка декоративных скульптур (скамья «Щучье озеро»), цветочницы.
- Установка элементов информационного дизайна.

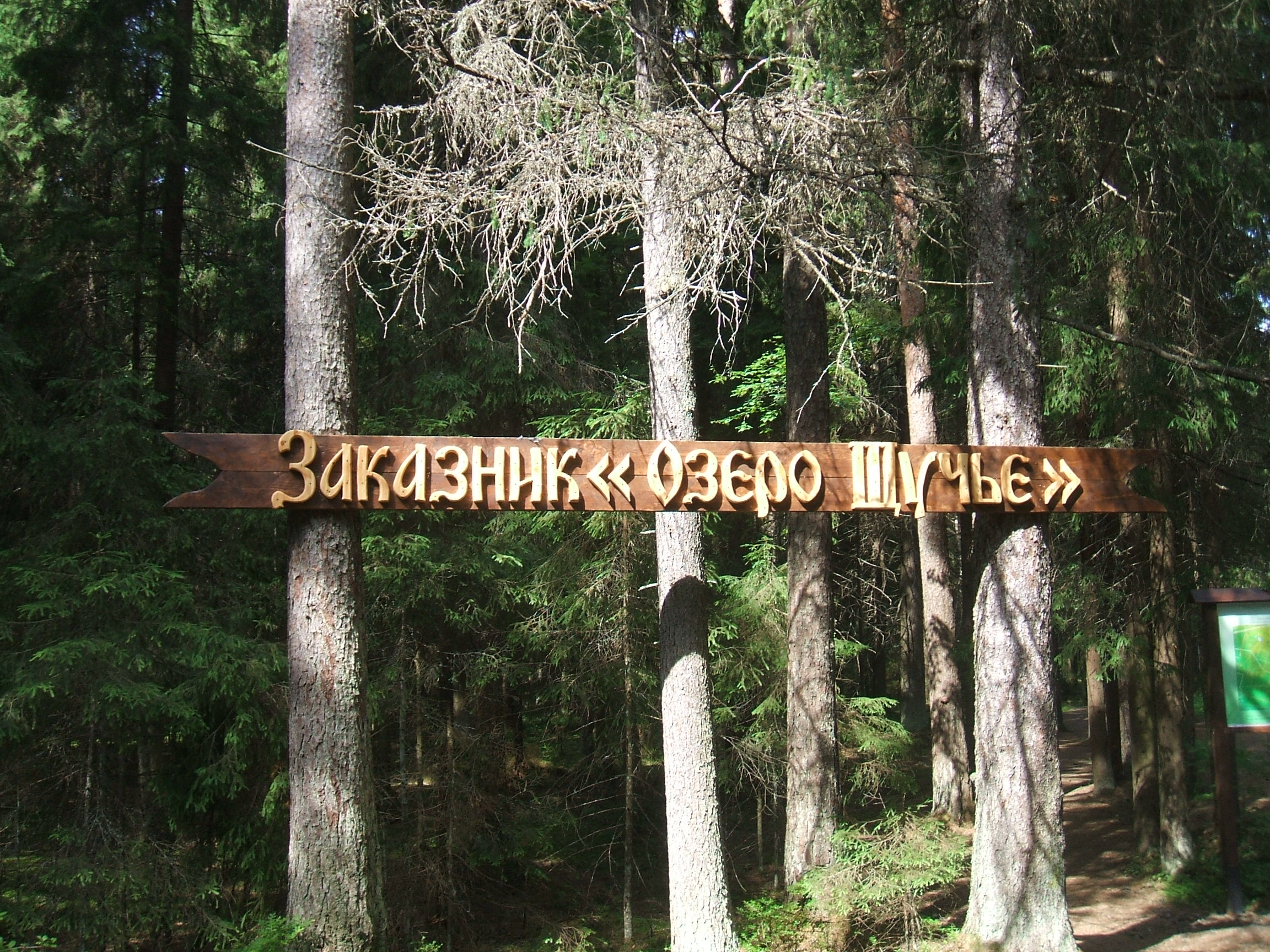

Благоустройство Щучьего озера:

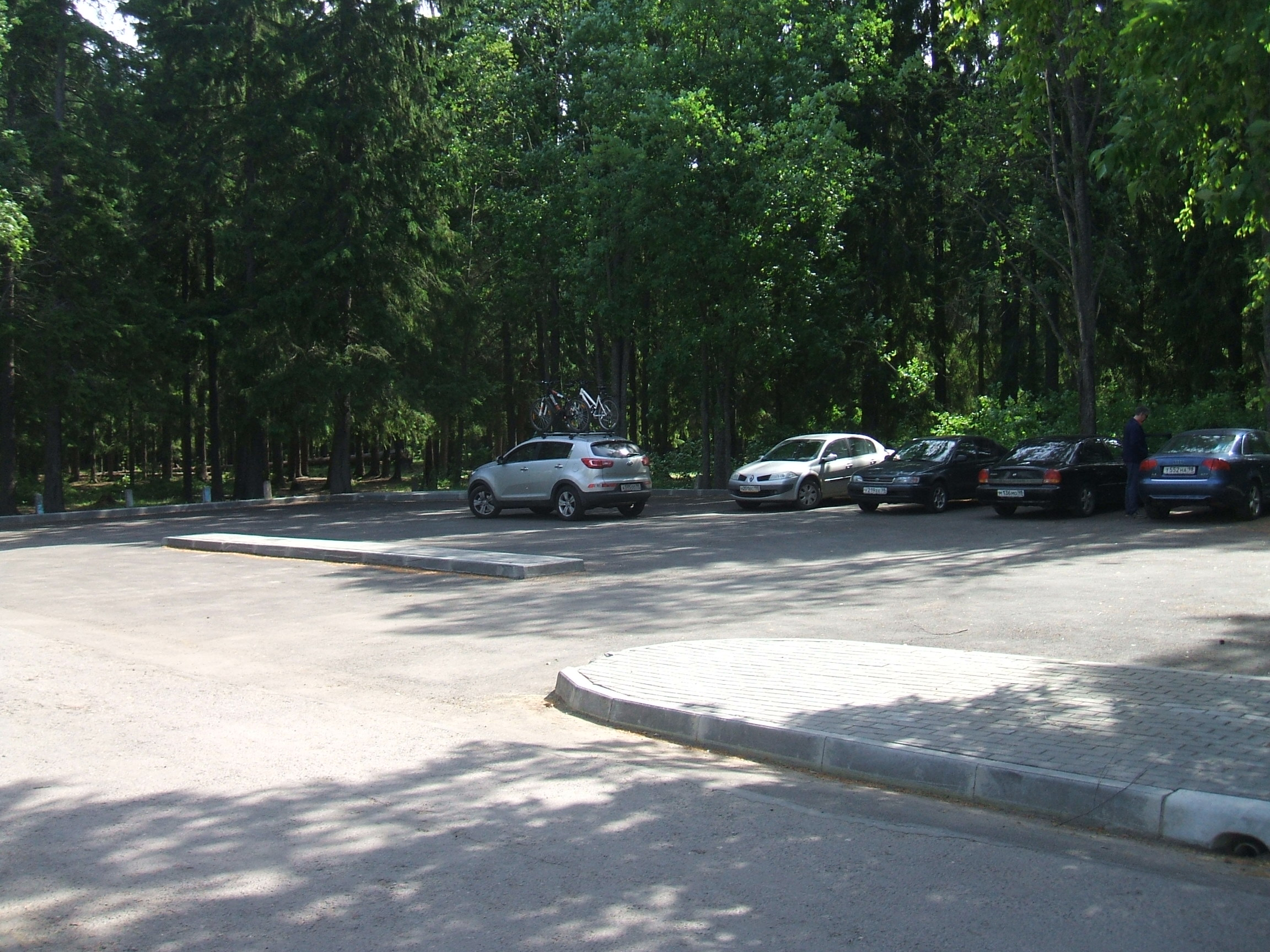
Автостоянка
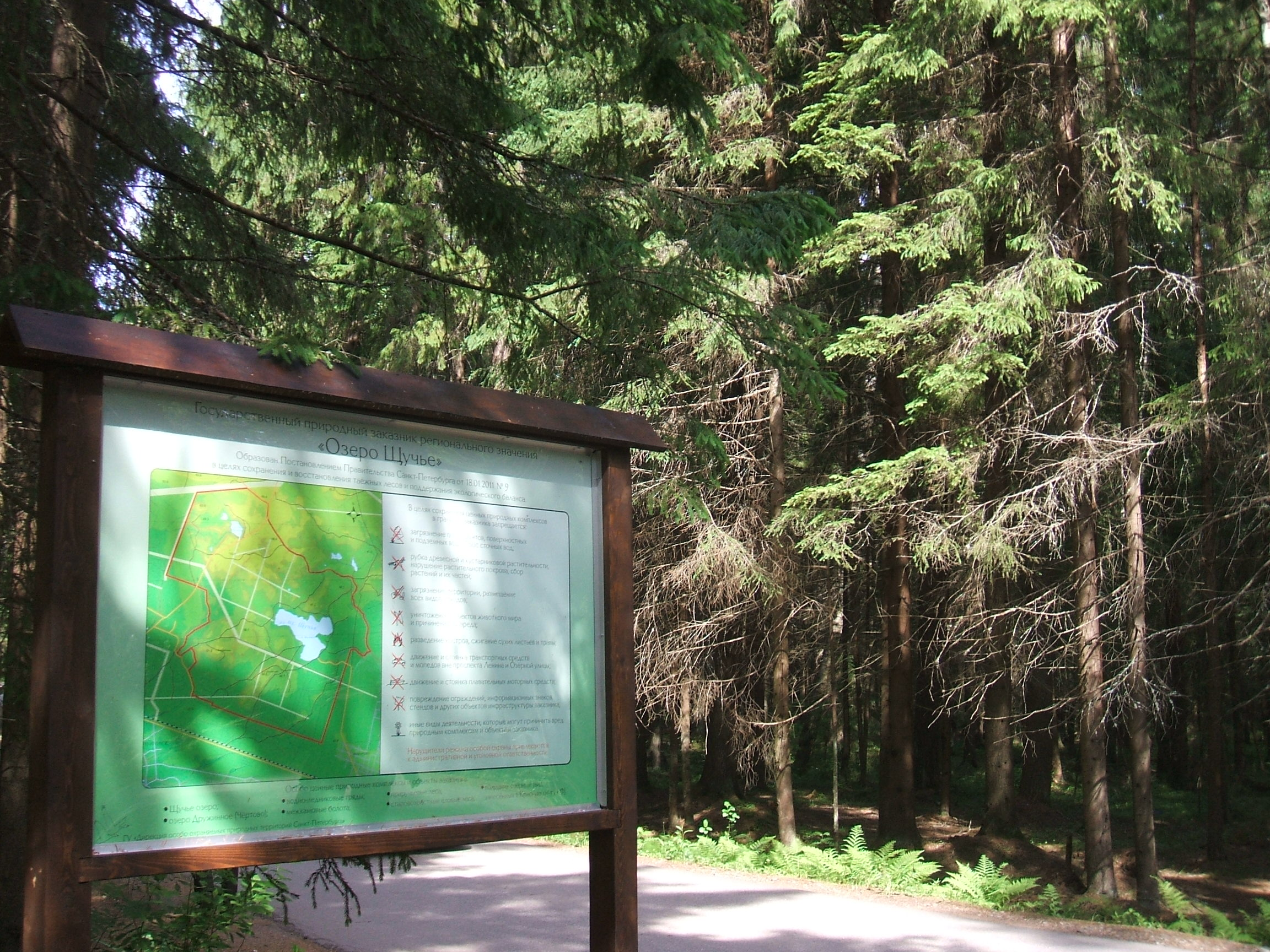
Еловые леса Щучьего озера
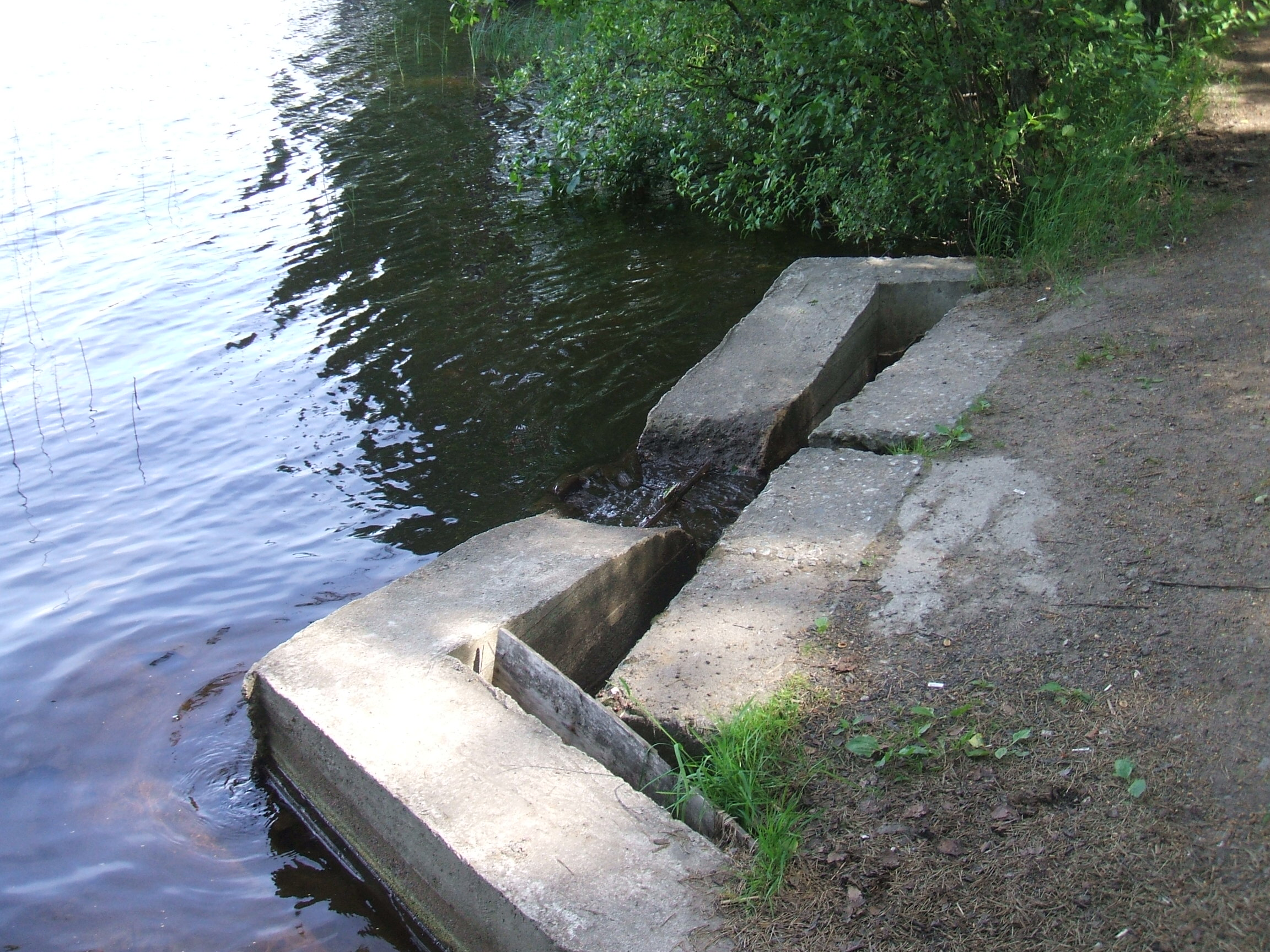
Гидротехнические сооружения
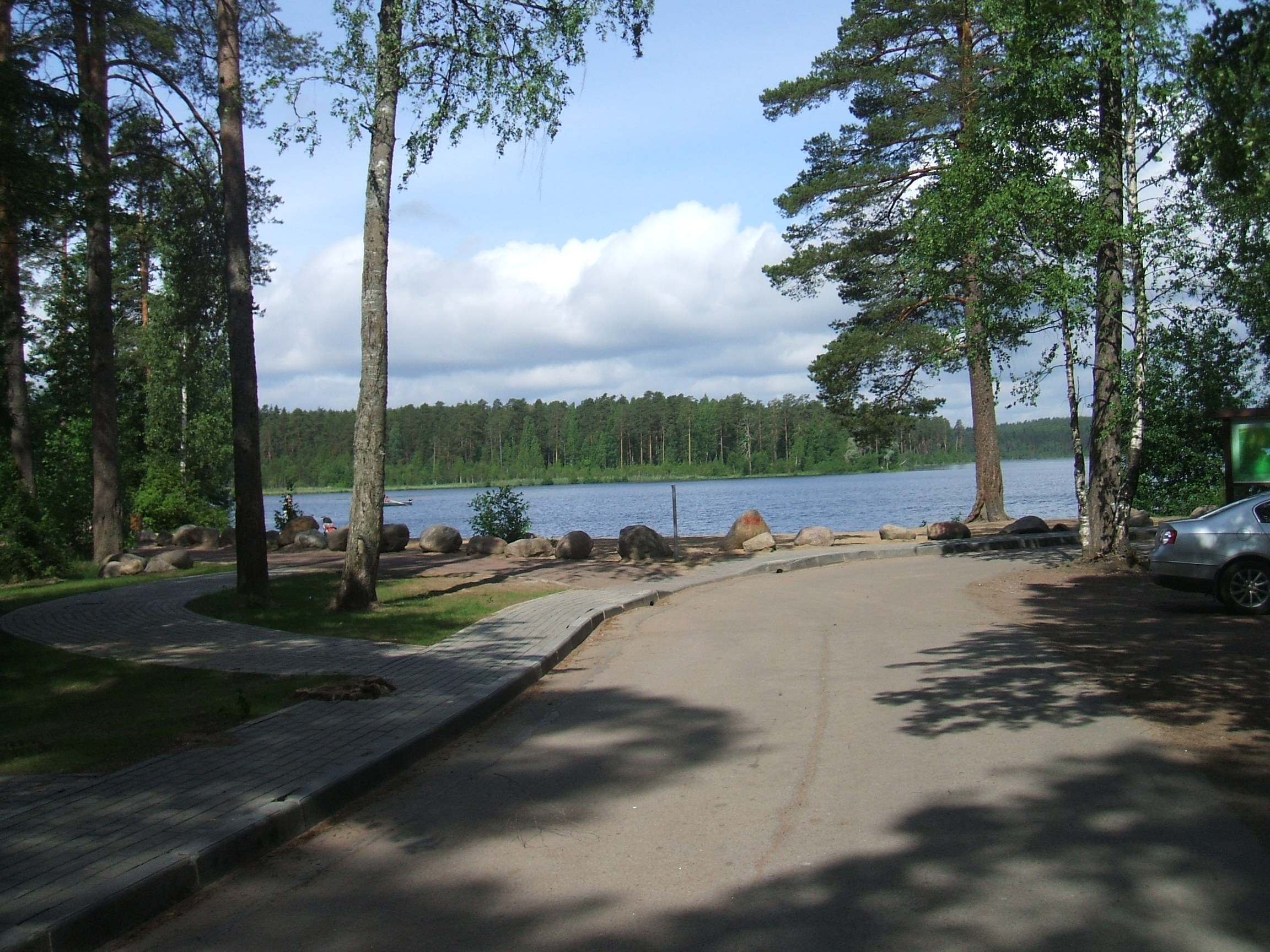
Подъезд к Щучьему озеру
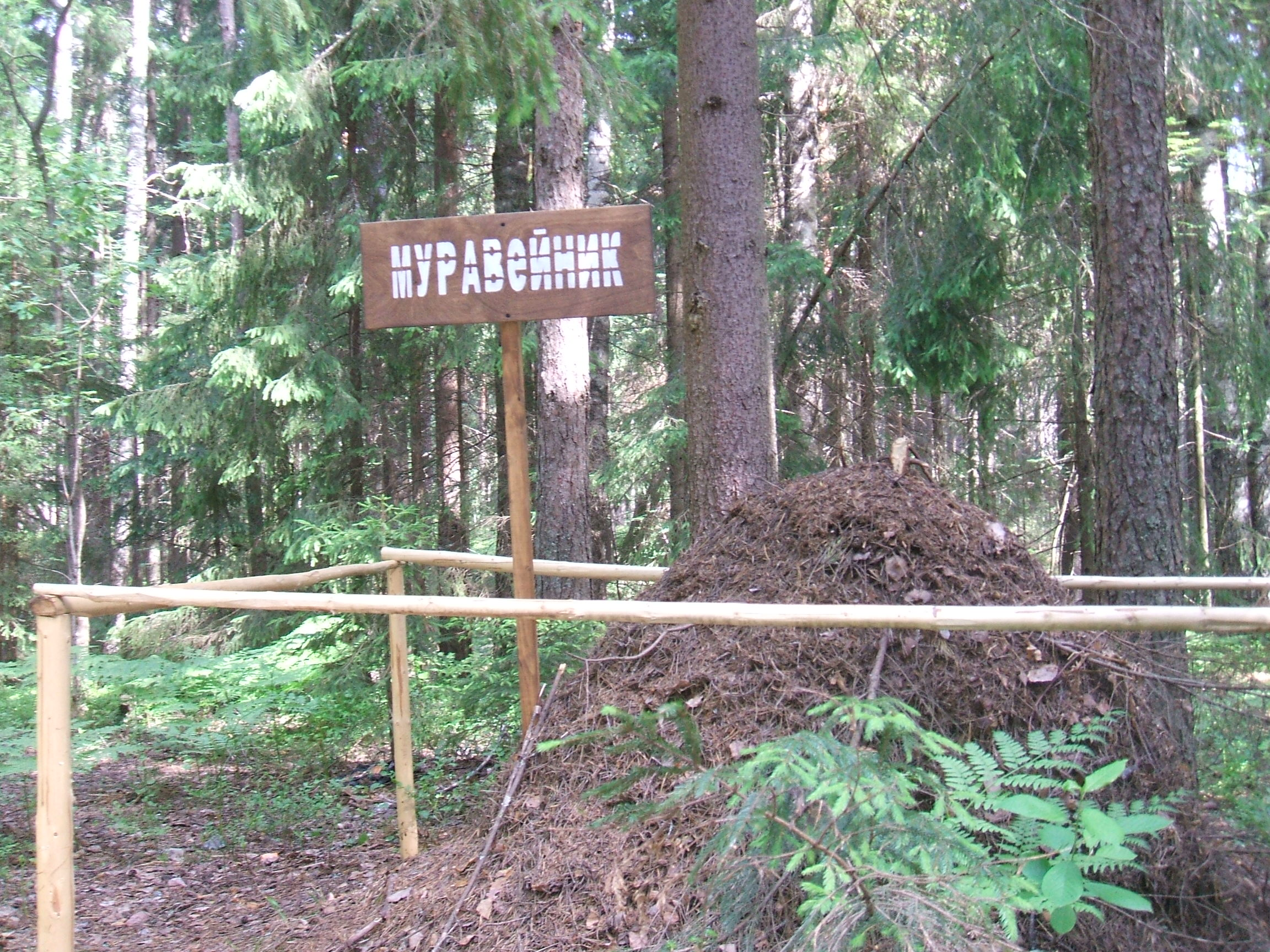
Страна больших муравейников

3 июня 2011 года губернатор Санкт-Петербурга с администрацией района и представителями Комитета по природопользованию торжественно открыли заказник и приняли выполненные работы по благоустройству юго-восточной части побережья озера. Благодаря этому площади ООПТ в Санкт-Петербурге увеличились вдвое. В честь открытия на большом валуне, расположенном на берегу озера, была установлена памятная табличка, а в озеро губернатор выпустил живую щуку.